# Apollo 18 (film)
Apollo 18 is een Amerikaanse sciencefiction-horrorfilm uit 2011. De film is geschreven door Brian Miller, geregisseerd door Gonzalo Lopez-Gallego en geproduceerd door Timoer Bekmambetov en Ron Schmidt.
De film suggereert dat de officieel afgelaste Apollo 18-ruimtevlucht in 1974 wel degelijk geland is op de maan en daar onvoorziene, voor de wereld geheim gehouden ontdekkingen deed. Apollo 18 ging op 2 september 2011 in première in de Verenigde Staten, het Verenigd Koninkrijk en Canada.

## Verhaal
In december 1973 wordt de bemanning van de geannuleerde Apollo 18-missie geïnformeerd dat het om een geheime missie zou gaan van het Amerikaanse Ministerie van Defensie, waarbij gedaan wordt alsof het om een lancering van een satelliet zou gaan. Commandant Nathan Walker, luitenant-kolonel John Grey en kapitein Ben Anderson worden gelanceerd richting de maan om detectoren te verplaatsen om de Verenigde Staten te waarschuwen voor dreigende ICBM-aanvallen van de Sovjet-Unie.
Grey blijft in een baan aan boord van de Freedom Command Module, terwijl Walker en Anderson op de maan landen met de maanlander Liberty. Tijdens het plaatsen van een van de detectoren en het verzamelen van maansteenmonsters horen beiden geluiden en ze zien een rots bewegen. Houston beweert dat de geluiden interferentie van de ICBM-detectoren zijn. Anderson vindt een maansteen op de grond van de Liberty. Bij een andere missie vinden ze voetafdrukken, die ze leiden naar een dode kosmonaut en een functionerende Sovjet-maanlander.
De volgende dag ontdekken de twee, dat de vlag die ze hebben geplant weg is. Hun missie is voltooid, maar de lancering wordt afgebroken wanneer de Liberty heftig schudt. Een inspectie brengt schade aan de Liberty en niet-menselijke sporen aan het licht. Walker voelt iets raars in zijn ruimtepak en als hij naar binnen wordt gedragen door Anderson ontdekt Anderson een bewegende spinachtige creatuur.
Het duo krijgt van Houston te horen, dat Walker is geïnfecteerd met iets buitenaards. Houston wil hen terug naar de aarde brengen, maar het duo gelooft Houston niet. Daarna krijgt Walker rare symptomen van de infectie, zoals raar bewegende ogen en de wens dat Anderson hem doodt. Terug in de Liberty vechten Walker en Anderson met elkaar. Uiteindelijk vluchten de twee astronauten naar de Russische maanlander. Onderweg wordt Walker gegrepen door de spinachtigen en laat Anderson hem achter.
Als hij eindelijk bij het Russische schip komt krijgt hij van Defensie te horen dat de missie is gestaakt en dat ze hem daarom niet meer kunnen redden. Grey, die nog in de Freedom zit, besluit hem te redden. Anderson wil gaan lanceren, maar opeens verschijnt Walker voor de deur en probeert het raam in te slaan om zo binnen te komen. Walker wordt daarna vermoord door de spinachtigen. Uiteindelijk stijgt Anderson op met de Russische maanlander en komt in een baan om de maan. Als hij wil gaan koppelen  met de Freedom om  naar de Aarde te gaan, blijkt dat er ook maanmonsters in het Russische schip zaten. Anderson verliest de controle over het schip en crasht tegen de Freedom aan waardoor hij en Grey om het leven komen.
Aan het einde wordt een rapport weergegeven waarin staat dat de bemanning in een training is omgekomen en dat hun lichamen nooit meer  teruggevonden zijn.

## Cast
- Warren Christie - Benjamin 'Ben' Anderson
- Lloyd Owen - Nathan "Nate' Walker
- Ryan Robbins - John Grey